# Mareike Morr

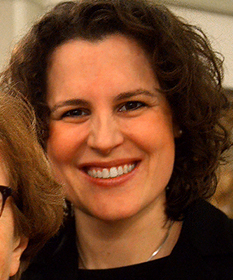
Mareike Morr, 2017

Mareike Morr (* 1977  in Rotenburg an der Fulda) ist eine deutsche Mezzosopranistin.

## Leben
Mareike Morr nahm als Schülerin regelmäßig an den Wettbewerben Jugend musiziert teil und wurde mehrmals Bundespreisträgerin in den Fächern Klavier solo und Klavierkammermusik. Nach dem Abitur begann sie 1996 das Klavierstudium im Fach Instrumentalpädagogik bei Karl-Heinz Kämmerling an der Musikhochschule Hannover. Im Jahr 2000 machte sie ihr Diplom und legte 2001 im Rahmen der Ausbildungsklasse ihre Kammermusikprüfung im Bereich Liedbegleitung ab.
2000 begann sie ihr Gesangsstudium bei Carol Richardson-Smith ebenfalls in Hannover. Von 2003 bis 2006 studierte sie in der Klasse von Christiane Iven und arbeitete anschließend mit Sylvia Bleimund. Während des Studiums besuchte sie die Liedklassen von Jan Philip Schulze, Graìnne Dunne und Justus Zeyen. 2007 schloss sie ihr Studium mit zwei Diplomen in Operngesang und als Gesanglehrer ab. Seitdem arbeitet sie mit Charlotte Lehmann zusammen. Zahlreiche Meisterkurse, unter anderem bei Judith und Irving Beckmann, Ingeborg Danz, Rudolf Piernay, Eugen Rabine, Aribert Reimann, Jacques Schwarz, Norman Shetler, Kurt Widmer und bei der Internationalen Bachakademie in Stuttgart, runden ihre Ausbildung ab.
Als Solistin im Bereich Lied und Oratorium trat sie bei verschiedenen Festivals auf, unter anderem bei „Movimentos“, „schubertiade.de“,  „AlpenKlassik“ und  „Semanas musicales“ in Chile. 2006/07 und 2009 machte sie Rundfunkaufnahmen mit Liedern von György Ligeti, Aribert Reimann und Wolfgang Rihm. Sie arbeitet regelmäßig mit den Pianisten Thomas Seyboldt und Volker Link zusammen. 2002 sang sie die Alt-Partie in der „Johannes-Passion“ von J. S. Bach unter anderem in der Kölner Philharmonie und im Théâtre des Champs-Élysées in Paris. 2005 sang sie Lieder von Gustav Mahler aus „Des Knaben Wunderhorn“ mit dem Orchester der Medizinischen Hochschule Hannover und übernahm beim 31. Evangelischen Kirchentag die Alt-Partie im „Elias“ von Felix Mendelssohn Bartholdy. Weitere Konzertreisen führten sie bisher nach Weißrussland, Spanien und in die USA.
Bei der Musikakademie für Senioren (MAS) in Hamburg gab sie von 2002 bis 2006 Kurse für Liedgestaltung. Mareike Morr war Stipendiatin der Studienstiftung des deutschen Volkes, des Richard-Wagner-Verbandes und der Organisation Yehudi-Menuhin „LiveMusicNow e.V.“ Seit 2006 ist sie Stipendiatin der Yehudi-Menuhin-Stiftung „Live Music Now“. 2007 erhielt sie den SOPHIA-Preis für ihr hervorragendes Operngesangsdiplom.
An der Staatsoper Hannover war sie in den Spielzeiten 2006/07 und 2007/08 als Gast verpflichtet und gehört seit der Spielzeit 2008/09 zum festen Ensemble.
Dort übernahm sie unter anderem die Partien Orlofsky in „Die Fledermaus“, Cherubino in „Le nozze di Figaro“, Dorabella in „Cosi fan tutte“, Sesto in „La clemenza di Tito“, Hänsel in „Hänsel und Gretel“, Flosshilde in „Das Rheingold“, Magdalene in „Die Meistersinger von Nürnberg“ und Mary in „Der fliegende Holländer“. Von 2016 bis 2019 war sie bei den Bayreuther Festspielen zu Gast. Sie arbeitete unter anderem mit den Dirigenten Semjon Bytschkow, Hartmut Haenchen, Joseph Olefierowicz, Benjamin Reiners und Ivan Repušić zusammen.
Seit 2019 ist sie Professorin für Gesang an der Hochschule für Musik Freiburg. Dort ist sie seit 2022 auch im Hochschulrat tätig.